# Grupo de Sculptor
El Grupo de Sculptor es el más cercano al Grupo Local. Es un grupo de galaxias debido a que contiene muchas galaxias brillantes (a pesar de eso son muy apagadas para ser apreciadas a simple vista). La galaxia más cercana a nosotros en este grupo es NGC 55 que está a unos 5 millones de años luz, en el borde de nuestro Grupo Local.

## Galaxias
Las galaxias son grandes estructuras del Universo donde se agrupan estrellas, nebulosas, planetas, nubes de gas, polvo cósmico y otros materiales que se mantienen juntos por la atracción gravitatoria durante la mayor parte de nuestra historia, los seres humanos sólo pudimos ver las galaxias como manchas difusas en el cielo nocturno durante la mayor parte de nuestra historia, los seres humanos sólo pudimos ver las galaxias como manchas difusas en el cielo nocturno. Las galaxias se clasifican según su tamaño y su forma. En el Universo observable hay, 
al menos, 2 billones de galaxias, la mayoría con tamaños que van de los 100 a los 100.000 parsecs de diámetro. Muchas de ellas se agrupan en cúmulos de galaxias, y estos, a su vez, en supercúmulos.
Se le llama materia oscura porque no emite luz. En todo caso, como la materia tiende a condensarse a causa de la gravedad, la fusión suele propiciar el nacimiento de nuevas estrellas.
- NGC 55
- NGC 300
- UGCA 438
- UGCA 442
- NGC 247
- ESO 293 - G 35
- IC 1574
- ESO 294 - G 10
- Enana Irregular de Sculptor
- NGC 59
- ESO 540 - G 30
- UGCA 15
- ESO 540 - G 32
- Enana Elíptica de Sculptor
- ESO 242 - G 05
- NGC 253
- ESO 245 - G 05
- NGC 7793
- NGC 625
- NGC 45

### Hechos ubicación y mapa
Sculptor es la constelación número 36 en tamaño, ocupando un área de 475 grados cuadrados. Sculptor no tiene ninguna estrella más brillante que la magnitud 3.00 y contiene dos estrellas ubicadas dentro de 10 parsecs de la Tierra. La estrella más brillante de la constelación es Alpha Sculptoris, con una magnitud aparente de 4,30. La estrella más cercana es Gliese 1 , ubicada a una distancia de 14.22 años luz de la Tierra.
Sculptor tiene seis estrellas con exoplanetas conocidos, HD 4208 , HD 4113 , HD 9578 , WASP-8 , WASP-29 y WASP-45 La constelación no contiene ningún objeto Messier y no está asociada con ninguna lluvia de meteoritos.

### Historia
El nombre fue latinizado a Apparatus Sculptoris en el planisferio de 1763 de Lacaille y en 1844 el astrónomo inglés John Herschel propuso acortar el nombre a Sculptor. Alpha Sculptoris es la estrella más brillante en la constelación de Sculptor. Tiene una magnitud visual aparente de 4,30 y está aproximadamente a 780 años luz de distancia de la Tierra. Tiene la clasificación estelar de B7 IIIp, lo que significa que es una estrella gigante azul-blanca.
La estrella se clasifica como una variable de tipo SX Arietis, una estrella de alta temperatura que exhibe un campo magnético fuerte y fuertes líneas espectrales H2e I y Si III. El brillo de la estrella varía en 0,01 magnitudes. La estrella tiene una masa 5,5 veces mayor que la del Sol y un radio de aproximadamente 7 veces solar.

### β Sculptoris
Tiene una magnitud aparente de 4,38 y está aproximadamente a 178 años luz de distancia del sistema solar. Gamma Sculptoris es la tercera estrella más brillante de Sculptor. Tiene una magnitud visual de 4.41 y está aproximadamente a 179 años luz de distancia de la Tierra. Delta Sculptoris es un sistema estelar triple en Sculptor.
Tiene una magnitud aparente de 4.59 y está aproximadamente a 143 años luz de distancia del Sol. El primer compañero es una estrella de 11a magnitud separada por 4 segundos de arco de la primaria, y el segundo compañero es una estrella amarilla de clase G con una magnitud aparente de 9,4, orbitando el par a una separación de 74 segundos de arco. Tiene una magnitud visual aparente de 4,86 y está aproximadamente a 548 años luz de distancia del sistema solar.
Lambda Sculptoris es otra designación de Bayer compartida por dos sistemas estelares separados en Sculptor. Lambda-1 Sculptoris es un sistema binario con una magnitud visual de 6.05. El componente principal en el sistema es una estrella enana de secuencia principal azul-blanca con una magnitud aparente de 6,7. Tiene una magnitud visual de 7.0.
Tiene una magnitud visual aparente de 5,90 y está aproximadamente a 372 años luz de distancia de la Tierra.
WASP-8
La estrella pertenece a la clase espectral G6 y tiene una magnitud visual de 9.9. Está a unos 160 años luz de distancia de la Tierra. Tiene una masa 2.23 veces la de Júpiter y completa una órbita alrededor de la estrella cada 8.16 días.
Grupo escultor
Los miembros más brillantes del Grupo Sculptor son la Galaxia Escultura , las galaxias espirales NGC 247, NGC 7793, la galaxia espiral barrada enana NGC 625 en Constelación de Phoenix , y la galaxia irregular barrada PGC 6430.
Sculptor Galaxy
La galaxia Sculptor es una galaxia espiral intermedia en Sculptor. La galaxia tiene una magnitud visual de 8.0 y está aproximadamente a 11.4 millones de años luz de distancia del sistema solar.

### Escultor enano
El Sculptor Dwarf, también conocido como Sculptor Dwarf Elliptical Galaxy o Sculptor Dwarf Spheroidal Galaxy, es una galaxia esferoidal enana del Grupo Sculptor. Es un satélite de nuestra galaxia, la Vía Láctea.
Las dos galaxias se encuentran en el primer plano del Grupo Sculptor y pueden estar unidas gravitacionalmente.
NGC 300
Al igual que NGC 55, la galaxia no pertenece realmente al Grupo Sculptor, sino que se encuentra en primer plano.

### Blanco 1
Blanco 1 es un cúmulo abierto ubicado a una distancia de 850 años luz de la Tierra. Blanco 1 contiene aproximadamente 300 estrellas, de las cuales aproximadamente 170 son más brillantes que la magnitud 12. NGC 24 es una galaxia espiral con una magnitud aparente de 12,4. Está aproximadamente a 22.5 millones de años luz de distancia del sistema solar.
Este disco brillante de una galaxia espiral se encuentra aproximadamente a 25 millones de años luz de la Tierra en la constelación de Sculptor. Llamada NGC 24, la galaxia fue descubierta por el astrónomo británico William Herschel en 1785, y mide alrededor de 40 000 años luz de diámetro. Muestra NGC 24 en detalle, destacando las explosiones azules , los carriles oscuros y las burbujas rojas de material salpicadas a lo largo de los brazos espirales de la galaxia. Su existencia se propuso originalmente para explicar por qué las partes externas de las galaxias, incluida la nuestra, giran inesperadamente rápido, pero se cree que también juegan un papel esencial en la formación y evolución de una galaxia.
NGC 7 también es una galaxia espiral, posiblemente bloqueada, y que aparece de punta. La galaxia fue descubierta por el astrónomo inglés John Herschel en 1834. NGC 7793 es otra galaxia espiral en Sculptor. La galaxia tiene un agujero negro en la espiral exterior.
Se observó una supernova, SN 2008bk, en la galaxia en 2008.
La galaxia también muestra prominentes líneas oscuras de polvo a través del disco, oscureciendo parte de la luz estelar de la galaxia. La imagen es una composición de color basada en los datos obtenidos en los filtros B, V, R y H-_ con el instrumento FORS2 conectado a Antu, UT1 del VLT. NGC 613 es una galaxia espiral barrada a 67.5 millones de años luz de distancia. Tiene una magnitud aparente de 10 y un tamaño aparente de 5′.
La galaxia es un miembro periférico del Grupo Sculptor.